# Hufnal

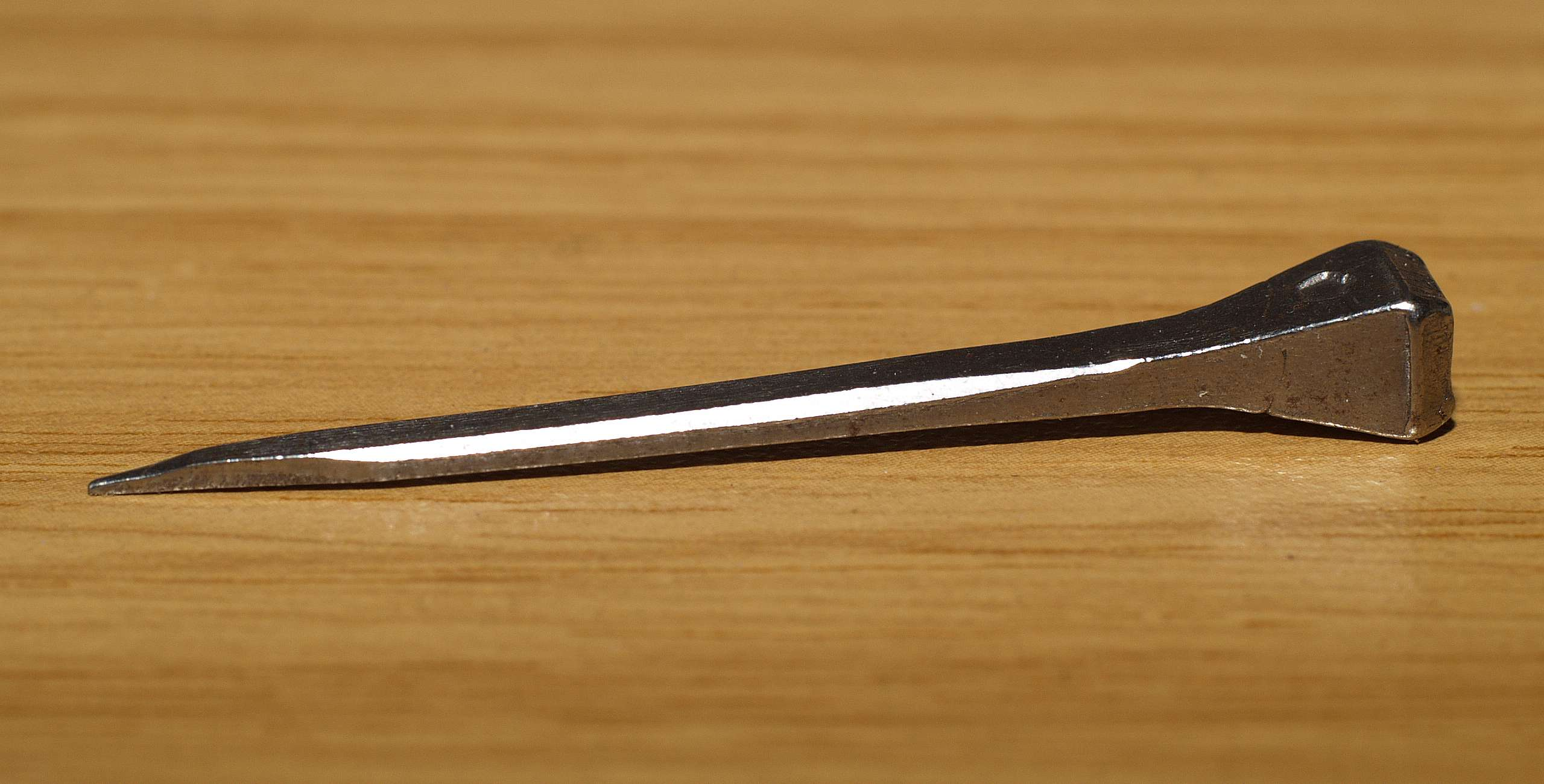
Fabrycznie wytworzony hufnal

Hufnal (niem. hufnagel), podkowiak – duży gwóźdź wykonywany przez kowala metodą kucia rozżarzonego pręta na kowadle.
Posiada przekrój zbliżony do kwadratowego na całej swojej długości (łącznie ze słabo wykształconym łbem). Przekrój hufnala, największy przy łbie, zmniejsza się stopniowo aż do utworzenia ostrza, potrzebnego do przebicia końskiego kopyta. Stal, z której wykonywane są hufnale, jest poprzez proces wolnego chłodzenia zmiękczona, dzięki czemu część hufnala wychodząca z kopyta daje się zaginać, uniemożliwiając odpadnięcie podkowy. Stosowany do przybijania podków koniom oraz w ciesielstwie. Spotyka się też hufnale wykonane metodami przemysłowymi.